# 泉南市コミュニティバス
泉南市コミュニティバス（せんなんしコミュニティバス）は、大阪府泉南市が運行するコミュニティバス。愛称は「さわやかバス」。
運行は南海ウイングバスに委託され、南海ウイングバス本社営業所が運行を担当している。

## 沿革
- 1999年5月10日：南海電鉄の路線バス「鳴滝線」（樽井駅前 - 一丘団地）が廃止される[1]。
- 2001年7月1日：南海ウイングバス南部の路線バス「一丘団地線」（泉佐野駅前 - 一丘団地）が廃止される[2]。
- 2002年2月1日：北回り、中回り、南回り、山回りの4コースで運行開始[3]。
- 2003年2月1日：本格運行を開始。停留所を7ヶ所新設[4]。
- 2007年2月1日：バスを2台から3台に増車し、路線を再編、路線数が4コースから6コースとなった[3]。
  - 北回り、中回りを岡田方面、一丘方面、新家方面、砂川方面に細分化[3]。
  - 南海ウイングバス南部の路線バス「金熊寺線」（樽井駅前 - つづら畑）を山回りに統合[5]。
  - 全国で初めての試みとして、各車両に自動体外式除細動器（AED）を搭載した[6][7]。
- 2012年2月1日：バスを3台から4台に増車し、5年ぶりに路線を再編、路線数が6コースから11コースへと大幅に増加した[8]。
  - 砂川方面回りに右回りと左回りを新設。
  - 朝のコースを新設。
  - 通学雄信達回りを新設。
- 2013年7月1日：「中之池」停留所を新設。朝新家方面回り、朝一丘方面回りの3便目を樽井駅まで延長[9]。
- 2017年4月1日：さらに路線を再編し、路線数は14コースに増加[10]。
  - 朝のコースを除き全便がイオンモールりんくう泉南に乗り入れ。
  - 朝のコースと山回り以外がそれぞれA回り、B回りの2通りのコースとなった。互いに逆回りとなっている区間が多いが、各地域の内部や南回りなどは当てはまらない。
  - 通学雄信達回りを廃止。朝西信男里回りを朝西信回りに短縮。
- 2017年12月1日：バスロケーションシステムを導入[11]。
- 2022年4月1日：路線を再編、路線数は11コースに減少。
  - 各コースの起終点を原則として樽井駅前からイオンモールりんくう泉南に変更（朝便を除く）。
  - 南回り、砂川回り、新家回りにはそれぞれA回り、B回りの2通りのコースがあったが、1通りに統合。
  - 「朝・一丘回り」の名称を「朝・一丘・砂川回り」に変更。
  - 泉南りんくう公園停留所を新設（岡田A・B回り、南回り）。
  - 一部の停留所名を変更。

## 運行形態
- 基本的に毎日運行。年末年始（12月29日 - 1月3日）と秋の祭礼時は運休する。
- 各コース4 - 6便運行。一部の地域では朝に別のコースが存在する。
- 運行時間帯は山回りが7時台から18時台、その他の地域は8時台 - 18時台。朝のコースは7時台 - 8時台。

## 運賃
- 運賃は大人100円、小児50円。幼児は同伴者がいるとき1人のみ無料。降車時に支払う。
- 70歳以上の乗客、運転免許証を返納した65才以上の乗客、及び身体障がい者手帳、精神障がい者手帳、療育手帳等の保持者は、事前に市役所へ申請手続きをし、運賃割引乗車証の交付を受けることで半額または無料となる。
- 全国共通交通系ICカード、南海バスグループのICカードなっち、なんかいバスカードが利用できる。かつてはスルッとKANSAI加盟各社カードの利用も可能だったが、3dayカード、2dayカード、回数券は利用できなかった。

## 路線
基本的にイオンモールりんくう泉南発着である。また、朝便と岡田B回りを除き、全路線が樽井駅前、泉南市役所前、砂川駅前を経由する。ただし、一部の便は途中停留所始発または終着の区間便となる。
樽井駅前 - 砂川駅前間は山回りの復路を除き、泉南市役所前を経由する。両駅間で泉南市役所前、保健センター下、図書館・文化ホール前の3か所すべてを経由する路線も多かったが、2022年改正で山回り往路と砂川回り復路のみとなった。
なお便宜上往路、復路という表現を用いるが、あくまで両者を合わせて1つの系統であり、一体として運行される。

### 岡田回り
岡田浦駅付近の地域を担っているほか、前畑団地と済生会新泉南病院に乗り入れている。
- A回り：イオンモールりんくう泉南 → 前畑団地 → 樽井駅前 → 砂川駅前 → 保健センター下 → 吉見岡田住宅 → 西信達公民館 → 済生会新泉南病院 → 泉南りんくう公園 → イオンモールりんくう泉南

- B回り：イオンモールりんくう泉南 → 済生会新泉南病院 → 泉南りんくう公園 → 砂川駅前 → 保健センター下 → 吉見岡田住宅 → 西信達公民館 → 前畑団地 → イオンモールりんくう泉南

### 一丘回り
阪和線の北に接する地域を担っている。
- A回り：イオンモールりんくう泉南 - 樽井駅前 - 砂川駅前 - 保健センター下 - ＜循環：大苗代 → 兎田 → 一丘団地＞
  - 第1便の往路のみ樽井駅前始発。
- B回り：イオンモールりんくう泉南 - 樽井駅前 - 砂川駅前 - 保健センター下 - ＜循環：一丘団地 → 兎田 → 大苗代＞

### 新家回り
新家駅の南側の地域を担っている。
- イオンモールりんくう泉南 - 樽井駅前 - 砂川駅前 - JR新家駅前 - ＜循環：新家・別所町内＞
  - 最終便の復路は砂川駅前止め。

### 砂川回り
和泉砂川駅の東側にある、砂川台団地を担っている。また復路のみ、図書館・文化ホール前や保健センター下を経由する。
- イオンモールりんくう泉南 → 樽井駅前 → 砂川駅前 → ＜循環：砂川台団地＞ → 砂川駅前 → 保健センター下 → 樽井駅前 → イオンモールりんくう泉南
  - 最終便の復路は砂川駅前止め。

### 山回り
和泉砂川駅の南側の地域を担っている。また往路は図書館・文化ホール前や保健センター下を経由する。復路は泉南市役所前を経由せず、国市場を経由する。
- イオンモールりんくう泉南 → 樽井駅前 → 保健センター下 → 砂川駅前 → 金熊寺 → つづら畑 → 金熊寺 → 砂川駅前 → 国市場 → 樽井駅前 → イオンモールりんくう泉南
  - 第1便、第2便の往路は樽井駅前始発、最終便の復路は樽井駅前止め。

### 南回り
阪南市との市境に近い地域を担っている。「桜ヶ丘」「温水プール前」停留所には阪南市コミュニティバスも乗り入れている。
- イオンモールりんくう泉南 → 樽井駅前 → 砂川駅前 → 桜ヶ丘 → 温水プール前 → 泉南りんくう公園 → イオンモールりんくう泉南

### 朝・新家回り
- JR新家駅前 → ＜循環：新家町内＞ → JR新家駅前（ → 砂川駅前 → 樽井駅前）
  - 第3便のみ、樽井駅前まで向かう。

### 朝・一丘・砂川回り
- 砂川駅前 → 保健センター下 → 一丘団地 → 大苗代 → 砂川台団地 → 砂川駅前（ → 樽井駅前）
  - 第3便のみ、樽井駅前まで向かう。

### 朝・西信回り
- 吉見岡田住宅 → 西信達公民館 → 樽井駅前

### 鉄道との接続
- 樽井駅（南海本線）
- 和泉砂川駅（阪和線）
- 新家駅（阪和線）

## 車両
現在、4台の小型ノンステップバス（日野・ポンチョ）で運行されている。当初は緑色、紫色の低床バス2台が導入されたが、2007年2月よりオレンジ色の低床バス1台、また2012年2月より青色のノンステップバス1台が増車されて4台となった。2017年にはノンステップバス2台（梅の花をあしらったピンク、藤の花をあしらった藤色）が、2022年にはもう1台（オレンジ色）が導入され既存の車両を置き換え、全車両がノンステップバスとなった。
2012年までの導入車両には玉ねぎのキャラクターが、2017年以降の導入車両には泉南市マスコットキャラクターの「泉南熊寺郎」がラッピングされている。
南海バスグループのバスロケーションシステムが導入されており、車両の位置を確かめることができる。

## 利用者数
泉南市統計書で発表されている、泉南市コミュニティバスの利用者数は以下の通りである。
| 年度     | 乗車人数合計 | 備考                   |
| -------- | ------------ | ---------------------- |
| 2006年度 | 94,278       | 2007年2月1日：路線再編 |
| 2007年度 | 110,038      |                        |
| 2008年度 | 121,386      |                        |
| 2009年度 | 115,551      |                        |
| 2010年度 | 127,264      |                        |
| 2011年度 | 118,715      | 2012年2月1日：路線再編 |
| 2012年度 | 117,187      |                        |
| 2013年度 | 120,644      | 2013年7月1日：一部変更 |
| 2014年度 | 129,062      |                        |
| 2015年度 | 132,628      |                        |
| 2016年度 | 131,304      |                        |
| 2017年度 | 156,631      | 2017年4月1日：路線再編 |
| 2018年度 | 151,477      |                        |
| 2019年度 | 153,082      |                        |
| 2020年度 | 123,442      |                        |